# Martina Panagia
Martina Panagia (Roma, 21 luglio 1985) è una conduttrice televisiva italiana.

## Biografia
Martina Panagia nasce a Roma da genitori napoletani; si trasferisce a Milano con la famiglia in tenera età. Frequenta il liceo scientifico di Legnano e la facoltà di scienze politiche a Milano.

### Carriera
Martina da gennaio 2022 è conduttrice ed autrice di E-Mamma, rubrica green del programma E-Planet in onda ogni domenica su Italia 1, in cui si rivolge alle famiglie con consigli utili per vivere la genitorialitá e la casa in modo ecosostenibile e nel rispetto dell’ambiente. 
Dal 2018 ad 2021, è volto di X-Style: programma di moda, costume e società in onda domenica e lunedì su Canale 5. Dal 2015 conduce Oltre il Limite, programma di sport e viaggi, in onda su Rete 4 (prima e seconda stagione) e su Italia 1 (terza stagione). Nel 2016 Martina conduce per Canale 5 Il primo dei primi con gli Chef Francesco Passalaqua e Claudio Sadler. 

### Altre conduzioni televisive
Nel 2005 Martina inizia la sua carriera conducendo il programma su Rai 2 Cani, Gatti & Altri amici, in onda il venerdì mattina per tre stagioni. Nel 2008 è VJ di All Music, con la Classifica Ufficiale Album e il programma Street-Voice.  Dal 2009 al 2010 è al timone dei programmi Vivere Wealth (Sky Italia), e World Boat (Yacht & Sail). 
Nel 2010 è attrice nel programma di Gene Gnocchi su Rai 3 L'almanacco del Gene Gnocco e conduttrice sul canale La3 (canale 133 di Sky) con giochi a premi per il pubblico in onda in prima serata. 
Nel 2011 conduce A ruota libera programma su Rai Educational e in replica su Rai 1 riguardante l'educazione stradale. 
Dal 2016 Martina è ospite, in qualità di opinionista, presso la trasmissione televisiva Tiki Taka (Italia 1) e Mattino 5 (Canale 5).

### Campagne pubblicitarie
Martina è stato il volto di molte campagne pubblicitarie, tra cui lo spot televisivo per Nespresso con George Clooney, per Kellogg's, per Cadey, Golden Lady, Breil gioielli, Veet, McDonald's.

### Articoli
Martina ha tenuto la rubrica online Punture di Spillo su Panorama.it e Chi lo indossa meglio sul settimanale Io Spio.

## Programmi televisivi
- Cani, Gatti & Altri amici (Rai 2, 2005)
- Classifica Ufficiale Album (All Music, 2008)
- Street-Voice (All Music, 2008)
- Vivere Wealth (Sky Italia, 2009-2010)
- World Boat (Yacht & Sail, 2009-2010)
- A ruota libera (Rai Educational, 2011)
- Il primo dei primi (Canale 5, 2016)
- X-Style (Canale 5, 2018-2021)

## Recitazione e cinema
- Ti Stimo Fratello, regia di Paolo Uzzi (2011)[7]
- Open Space - Sit com - (La5, 2011)
- Comes the Rain di Dj Aladin feat. Deasonika - cortometraggio musicale - (2011)